# Schull (Irland)
Schull (irisch An Scoil, dt.: „die Schule“, auch Scoil Mhuire, deutsch: „Marienschule“) ist ein Ort im County Cork in Irland mit 669 Einwohnern (Stand 2022). Schull liegt an einer Bucht der Keltischen See auf der Mizen-Halbinsel am südlichen Fuß des Mount Gabriel und gehört zu der Region von West Cork.

## Geschichte
Die Ortschaft wird erstmals 1199 in einer Urkunde des Papsts Innozenz III. an den Bischof von Cork als Scol erwähnt. Das Wedge Tomb von Altar zeigt, dass die Gegend schon in frühgeschichtlicher Zeit (um 2500 bis 2000 v. Chr.) bewohnt war.
Archäologische nachweisbar ist, dass die Siedlung im 12. Jahrhundert bestanden hat.
Im 17. Jahrhundert war die Gegend als Piratennest verschrien. Die mittelalterliche Kirche wurde im 18. Jahrhundert wieder errichtet, verfiel aber nach dem Bau der Trinitätskirche (Holy Trinity Church).
Das einzige Planetarium Irlands befindet sich in der weiterführenden Schule von Schull.
In dem Hafenort werden regelmäßig Regatten abgehalten (u. a. seit 2006 die Fastnet International Schools Regatta) und ist zugleich ein beliebter Ferienort. Von hier aus gibt es Fähren zu den Inseln, insbesondere zur Cape Clear Island.

## Verkehr
Schull wird durch die R592 über den Ort Ballydehob an das Überlandstraßennetz Irlands angeschlossen. Mit Bus Éireann können Cork und Skibbereen erreicht werden.

## Sehenswürdigkeiten
- Holy Trinity Church
- Ruine von Rossbrin Castle
- Menhir von Cooradarrigan

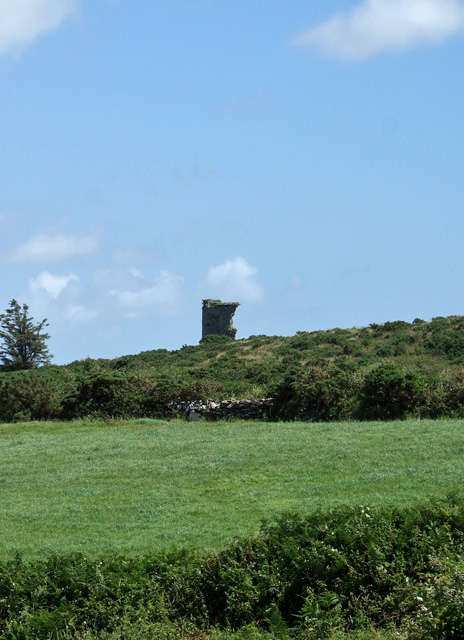
Rossbrin Castle
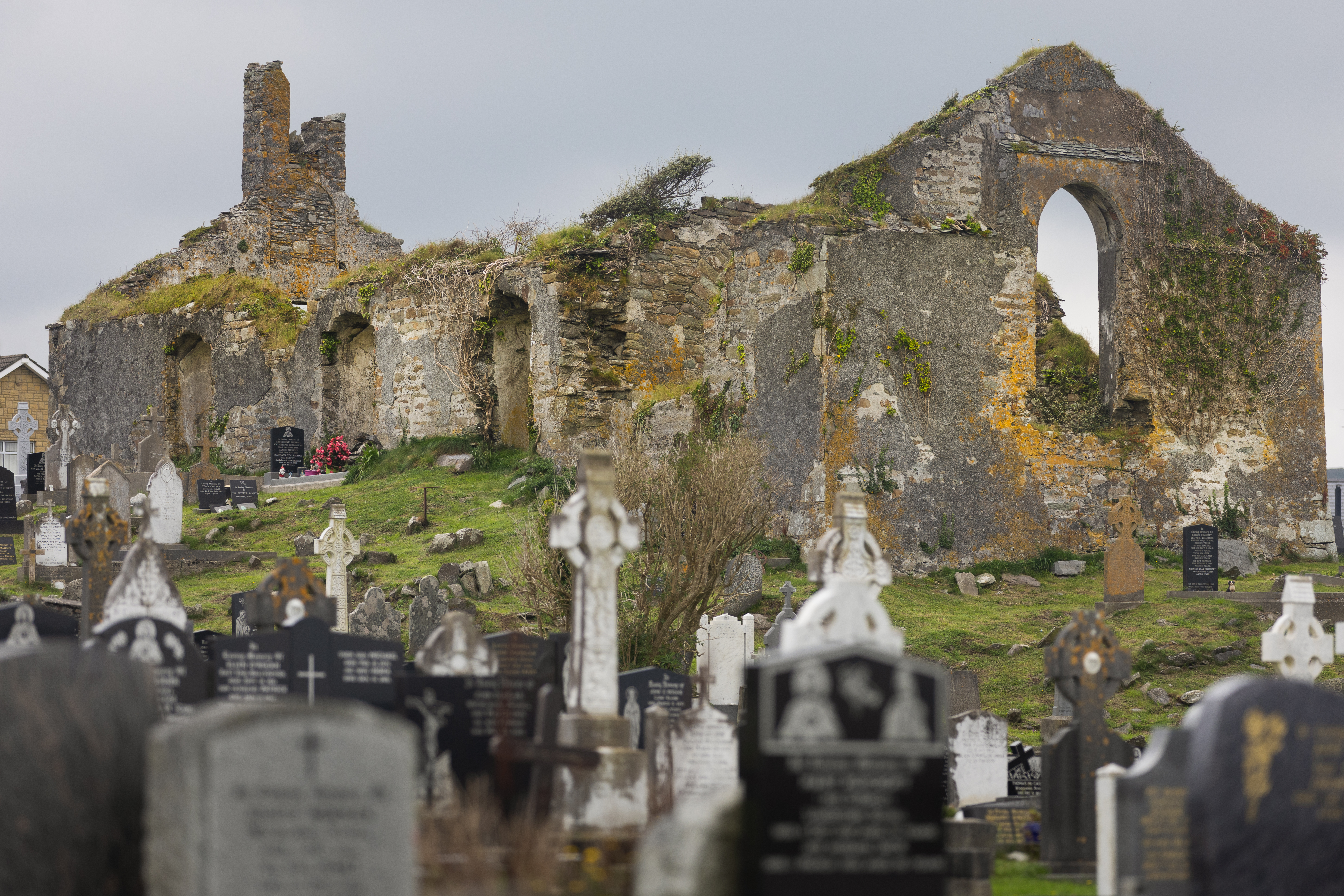
Kirchruine von Schull
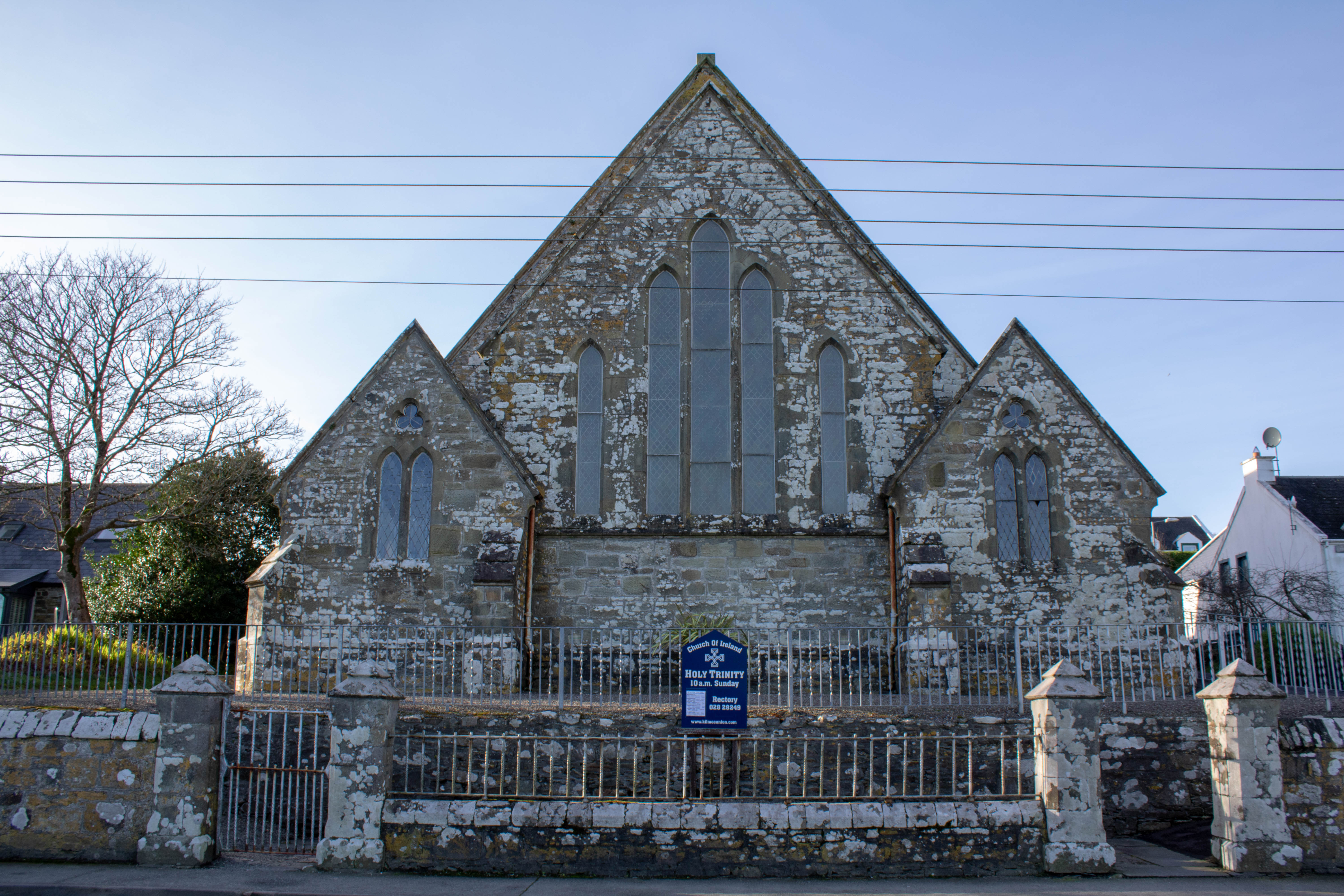
Holy Trinity Church

## Persönlichkeiten
- Fionn Ferreira (* 2001 oder 2002), Chemiker und Umweltwissenschaftler
- Ralph Allen Sampson (1866–1939), Astronom
- William R. Field (1907–1988), Bischof von Ondo
- Michael Pat Murphy (1919–2000), Politiker der Irish Labour Party